# Nazem Ganjapour
Nazem Ganjapour (Ahvaz, 22 de marzo de 1943 — Teherán, 21 de febrero de 2013) fue un jugador profesional de fútbol iraní. En el último partido con el Shahin contra Tehranjavan, marcó tres goles. Tras esto fue traspasado al Persepolis. Después, se convirtió en entrenador de clubes de jugadores jóvenes.

## Carrera futbolística
Jugó para el Shahin durante las temporadas 1964–1967, y posteriormente en el Persepolis durante 1968-1971.

## Carrera nacional
Jugó en la ECO Cup de 1967 con la selección de fútbol de Irán. Sólo obtuvo una aparición, en un partido contra la selección de fútbol de Pakistán el 24 de noviembre de 1967.

## Muerte
Nazem Ganjapour falleció el 21 de febrero de 2013 a los 69 años de edad.

## Clubes

### Como jugador
| Club       | País | Año         |
| ---------- | ---- | ----------- |
| Shahin     | Irán | 1962 - 1967 |
| Persepolis | Irán | 1968 - 1971 |

### Como entrenador
| Club   | País | Año         |
| ------ | ---- | ----------- |
| Shahin | Irán | 1970 - 1973 |

## Récords
- Es el último jugador en marcar para el Shahin.
- Es el primer jugador en marcar para el Persepolis.
- Es el primer jugador del Persepolis que marcó en el Derbi de Teherán.